# Madagaskarvagtel
Madagaskarvagtlen (Margaroperdix madagascarensis) er en vagtelart, som kun findes på Madagaskar. Den er 24-28 cm lang. Hannerne er oftest noget større end hunnerne, dog vejer begge køn omkring 220 gram. Madagaskarvagtlen yngler fra marts til juni. I hver rede lægges 8 til 15 æg. Rugetiden varierer fra 18 til 19 dage. Arten holdes også i fangeskab, dog er det ikke en vagtelart, som er egnet for begyndere, da hannen er aggressiv over for hunnerne. De kræver derfor god plads og gemmesteder. 